# مستر أولمبيا 1970
بطولة مستر أولمبيا 1970 هي النسخة السادسة من بطولة مستر أولمبيا للمحترفين بكمال الأجسام، أقيمت نهائياتها في 29 سبتمبر 1970، بمدينة نيويورك الأمريكية.

## نظرة عامة
فاز بالمنافسة هذا العام النمساوي أرنولد شوارزنيجر متغلباً على سيرجيو أوليفا حامل اللقب للأعوام الثلاثة السابقة.

## النتائج الكاملة
| المركز | الاسم            | الدولة           |
| ------ | ---------------- | ---------------- |
| 1      | أرنولد شوارزنيجر | النمسا           |
| 2      | سيرجيو أوليفا    | كوبا             |
| 3      | ريغ لويس         | الولايات المتحدة |

 = يحمل لقب مستر أولمبيا من سنوات سابقة.